# Premios Independent Spirit
Los Premios Independent Spirit (en inglés Film Independent Spirit Awards) son unos galardones cinematográficos que se vienen entregando desde 1984 por "Film Independent", una organización sin ánimo de lucro cuya misión es defender la independencia creativa en la narración visual y apoyar a una comunidad de artistas que encarnan la diversidad, la innovación y la singularidad de la visión. La finalidad de estos premios es destacar aquellos trabajos realizados dentro de la industria del cine independiente.
Originalmente, los Premios Independent Spirit eran conocidos como los FINDIE ("Friends of Independents") Awards y los galardones presentados a los ganadores eran unas pirámides de cristal acrílico (financiadas con un presupuesto muy bajo) que representaban a las películas independientes. En 1986, el evento fue renombrado como los Independent Spirit Awards en honor a las almas de los talentosos y tenaces, quienes proporcionaron creatividad a la industria del cine. Desde 2006, los ganadores reciben un trofeo de metal representando a un pájaro con sus alas abiertas posado sobre un pedestal alrededor del que se enrolla un cordón.
La ceremonia de estos premios se realiza en una carpa ubicada en el aparcamiento de una playa de Santa Mónica, California, habitualmente el día antes de los Premios Óscar (hasta 1999, estos premios se celebraban el sábado previo). Desde 1994, la ceremonia se transmite a través del "Independent Film Channel".

## Categorías
| Cine - Mejor película - Mejor director - Mejor ópera prima - Mejor interpretación principal - Mejor interpretación de reparto - Mejor interpretación revelación - Mejor guion - Mejor guion de ópera prima - Mejor fotografía - Mejor edición - Mejor documental - Mejor película en lengua no inglesa | Televisión - Mejor serie guionizada - Mejor serie no guionizada o documental - Mejor interpretación de serie guionizada - Mejor interpretación de reparto de serie guionizada - Mejor reparto Premios a la trayectoria - Premio John Cassavetes - Premio Robert Altman |

### Categorías retiradas
- Mejor actor
- Mejor actriz
- Mejor actor de reparto
- Mejor actriz de reparto
- Mejor actriz de serie guionizada
- Mejor actor de serie guionizada
- Premio Bonnie

### Cambios en las categorías
En 2020, se anunciaron nuevas categorías para la 36.ª edición de los Independent Spirit, que honrarían a las mejores producciones y actuaciones televisivas. Estas categorías incluyeron Mejor serie guionizada, Mejor serie no guionizada o documental, Mejor actor de serie guionizada, Mejor actriz de serie guionizada y Mejor reparto.
En 2022, se anunció que se implementarían categorías de actuación de género neutral y que las categorías de películas de género anteriores (Mejor actor, Mejor actriz, Mejor actor de reparto y Mejor actriz de reparto) se retirarían a favor de las categorías de Mejor interpretación principal y Mejor interpretación de reparto, que contaría con 10 nominados cada uno. Otras categorías nuevas añadidas fueron las de: Mejor interpretación revelación y Mejor interpretación principal en una serie de televisión y Mejor interpretación de reparto en una serie de televisión.

## Ceremonias
| Años |
| 1985 · 1986 · 1987 · 1988 · 1989 · 1990 · 1991 · 1992 · 1993 · 1994 · 1995 · 1996 · 1997 · 1998 · 1999 · 2000 · 2001 · 2002 · 2003 · 2004 · 2005 · 2006 · 2007 · 2008 · 2009 · 2010 · 2011 ·2012 · 2013 · 2014 · 2015 · 2016 · 2017 · 2018 · 2019 · 2020 · 2021 · 2022 · 2023 · 2024 |

## Palmarés
| Edición y fecha de la gala          | Mejor película                                    | Mejor director                                                      | Mejor actor                                   | Mejor actriz                                                  | Número de premios | Categorías | Ref.          |
| ----------------------------------- | ------------------------------------------------- | ------------------------------------------------------------------- | --------------------------------------------- | ------------------------------------------------------------- | ----------------- | ---------- | ------------- |
| I - 1985 22 de marzo de 1986        | After Hours                                       | (Ex aequo) Joel Coen – Blood Simple y Martin Scorsese – After Hours | M. Emmet Walsh – Blood Simple                 | Geraldine Page – The Trip to Bountiful                        | 2                 | 7          | [ 5 ]         |
| II - 1986 28 de marzo de 1987       | Platoon                                           | Oliver Stone – Platoon                                              | James Woods – Salvador                        | Isabella Rossellini – Blue Velvet                             | 4                 | 7          | [ 6 ]         |
| III - 1987 11 de febrero de 1988    | River's Edge                                      | John Huston – The Dead                                              | Dennis Quaid – The Big Easy                   | Sally Kirkland – Anna                                         | 2                 | 10         | [ 7 ]         |
| IV - 1988 25 de marzo de 1989       | Stand and Deliver                                 | Ramón Menéndez – Stand and Deliver                                  | Edward James Olmos – Stand and Deliver        | Jodie Foster – Five Corners                                   | 6                 | 10         | [ 8 ]         |
| V - 1989 24 de marzo de 1990        | Sex, Lies, and Videotape                          | Steven Soderbergh – Sex, Lies, and Videotape                        | Matt Dillon – Drugstore Cowboy                | Andie MacDowell – Sex, Lies, and Videotape                    | 4                 | 10         | [ 9 ]         |
| VI - 1990 23 de marzo de 1991       | The Grifters                                      | Charles Burnett – To Sleep with Anger                               | Danny Glover – To Sleep with Anger            | Anjelica Huston – The Grifters                                | 2                 | 10         | [ 10 ]        |
| VII - 1991 28 de marzo de 1992      | Rambling Rose                                     | Martha Coolidge – Rambling Rose                                     | River Phoenix – My Own Private Idaho          | Judy Davis – Impromptu                                        | 3                 | 11         | [ 11 ]        |
| VIII - 1992 27 de marzo de 1993     | The Player                                        | Carl Franklin – One False Move                                      | Harvey Keitel – Bad Lieutenant                | Fairuza Balk – Gas Food Lodging                               | 1                 | 11         | [ 12 ]        |
| IX - 1993 19 de marzo de 1994       | Short Cuts                                        | Robert Altman – Short Cuts                                          | Jeff Bridges – American Heart                 | Ashley Judd – Ruby in Paradise                                | 3                 | 10         | [ 13 ]        |
| X - 1994 25 de marzo de 1995        | Pulp Fiction                                      | Quentin Tarantino – Pulp Fiction                                    | Samuel L. Jackson – Pulp Fiction              | Linda Fiorentino – The Last Seduction                         | 4                 | 12         | [ 14 ]        |
| XI - 1995 23 de marzo de 1996       | Leaving Las Vegas                                 | Mike Figgis – Leaving Las Vegas                                     | Sean Penn – Dead Man Walking                  | Elisabeth Shue – Leaving Las Vegas                            | 4                 | 12         | [ 15 ]        |
| XII - 1996 22 de marzo de 1997      | Fargo                                             | Joel Coen – Fargo                                                   | William H. Macy – Fargo                       | Frances McDormand – Fargo                                     | 6                 | 12         | [ 16 ]        |
| XIII - 1997 21 de marzo de 1998     | The Apostle                                       | Robert Duvall – The Apostle                                         | Robert Duvall – The Apostle                   | Julie Christie – Afterglow                                    | 3                 | 12         | [ 17 ]        |
| XIV - 1998 20 de marzo de 1999      | Gods and Monsters                                 | Wes Anderson – Rushmore                                             | Ian McKellen – Gods and Monsters              | Ally Sheedy – High Art                                        | 3                 | 12         | [ 18 ]        |
| XV - 1999 25 de marzo de 2000       | Election                                          | Alexander Payne – Election                                          | Richard Farnsworth – The Straight Story       | Hilary Swank – Boys Don't Cry                                 | 3                 | 12         | [ 19 ]        |
| XVI- 2000 24 de marzo de 2001       | El tigre y el dragon                              | Ang Lee – Crouching Tiger, Hidden Dragon                            | Javier Bardem – Before Night Falls            | Ellen Burstyn – Requiem for a Dream                           | 3                 | 13         |               |
| XVII - 2001 23 de marzo de 2002     | Memento                                           | Christopher Nolan – Memento                                         | Tom Wilkinson – In the Bedroom                | Sissy Spacek – In the Bedroom                                 | 4                 | 13         |               |
| XVIII - 2002 22 de marzo de 2003    | Lejos del cielo                                   | Todd Haynes – Far from Heaven                                       | Derek Luke – Antwone Fisher                   | Julianne Moore – Far from Heaven                              | 4                 | 13         |               |
| XIX - 2003 28 de febrero de 2004    | Lost in Translation                               | Sofia Coppola – Lost in Translation                                 | Bill Murray – Lost in Translation             | Charlize Theron – Monster                                     | 4                 | 13         |               |
| XX - 2004 26 de febrero de 2005     | Entre copas                                       | Alexander Payne – Sideways                                          | Paul Giamatti – Sideways                      | Catalina Sandino Moreno – Maria Full of Grace                 | 6                 | 13         |               |
| XXI - 2005 4 de marzo de 2006       | Brokeback Mountain                                | Ang Lee – Brokeback Mountain                                        | Philip Seymour Hoffman – Capote               | Felicity Huffman – Transamerica                               | 2                 | 12         | [ 20 ]        |
| XXII - 2006 24 de febrero de 2007   | Little Miss Sunshine                              | Jonathan Dayton y Valerie Faris – Little Miss Sunshine              | Ryan Gosling – Half Nelson                    | Shareeka Epps – Half Nelson                                   | 4                 | 12         | [ 21 ]        |
| XXIII - 2007 23 de febrero de 2008  | Juno                                              | Julian Schnabel – The Diving Bell and the Butterfly                 | Philip Seymour Hoffman – The Savages          | Elliot Page – Juno                                            | 3                 | 12         | [ 22 ]        |
| XXIV - 2008 21 de febrero de 2009   | El luchador                                       | Tom McCarthy – The Visitor                                          | Mickey Rourke – The Wrestler                  | Melissa Leo – Frozen River                                    | 3                 | 10         | [ 23 ]        |
| XXV - 2009 5 de marzo de 2010       | Precious                                          | Lee Daniels – Precious                                              | Jeff Bridges – Crazy Heart                    | Gabourey Sidibe – Precious                                    | 5                 | 10         | [ 24 ]        |
| XXVI - 2010 26 de febrero de 2011   | El cisne negro                                    | Darren Aronofsky – Black Swan                                       | James Franco – 127 Hours                      | Natalie Portman – Black Swan                                  | 4                 | 12         |               |
| XXVII - 2011 25 de febrero de 2012  | The Artist                                        | Michel Hazanavicius – The Artist                                    | Jean Dujardin – The Artist                    | Michelle Williams – My Week with Marilyn                      | 4                 | 12         | [ 25 ]        |
| XXVIII - 2012 23 de febrero de 2013 | El lado bueno de las cosas                        | David O. Russell – Silver Linings Playbook                          | John Hawkes – The Sessions                    | Jennifer Lawrence – Silver Linings Playbook                   | 4                 | 12         |               |
| XXIX - 2013 1 de marzo de 2014      | 12 años de esclavitud                             | Steve McQueen – 12 Years a Slave                                    | Matthew McConaughey – Dallas Buyers Club      | Cate Blanchett – Blue Jasmine                                 | 5                 | 13         | [ 26 ]        |
| XXX - 2014 21 de febrero de 2015    | Birdman o (la inesperada virtud de la ignorancia) | Richard Linklater – Boyhood                                         | Michael Keaton – Birdman                      | Julianne Moore – Still Alice                                  | 3                 | 13         | [ 27 ]        |
| XXXI - 2015 26 de febrero de 2016   | Spotlight                                         | Tom McCarthy – Spotlight                                            | Abraham Attah – Beasts of No Nation           | Brie Larson – Room                                            | 5                 | 13         | [ 28 ]        |
| XXXII - 2016 25 de febrero de 2017  | Moonlight                                         | Barry Jenkins – Moonlight                                           | Casey Affleck – Manchester by the Sea         | Isabelle Huppert – Elle                                       | 6                 | 13         | [ 29 ]        |
| XXXIII - 2017 3 de marzo de 2018    | Déjame salir                                      | Jordan Peele – Get Out                                              | Timothée Chalamet – Call Me by Your Name      | Frances McDormand – Three Billboards Outside Ebbing, Missouri | 2                 | 13         | [ 30 ]        |
| XXXIV - 2018 23 de febrero de 2019  | If Beale Street Could Talk                        | Barry Jenkins – If Beale Street Could Talk                          | Ethan Hawke – First Reformed                  | Glenn Close – The Wife                                        | 3                 | 13         | [ 31 ]        |
| XXXV - 2019 8 de febrero de 2020    | The Farewell                                      | Josh Safdie y Benny Safdie – Uncut Gems                             | Adam Sandler – Uncut Gems                     | Renée Zellweger – Judy                                        | 2                 | 13         | [ 32 ]        |
| XXXVI - 2020 22 de abril de 2021    | Nomadland                                         | Chloé Zhao – Nomadland                                              | Riz Ahmed – Sound of Metal                    | Carey Mulligan – Promising Young Woman                        | 4                 | 13         | [ 33 ]        |
| XXXVII - 2021 6 de marzo de 2022    | La hija oscura                                    | Maggie Gyllenhaal – The Lost Daughter                               | Simon Rex – Red Rocket                        | Taylour Paige – Zola                                          | 3                 | 13         | [ 34 ]        |
| Cambios en las categorías           |                                                   |                                                                     |                                               |                                                               |                   |            |               |
| Edición y fecha de la gala          | Mejor película                                    | Mejor director                                                      | Mejor interpretación protagonista             | Mejor interpretación de reparto                               | Número de premios | Categorías | Ref.          |
| XXXVIII - 2022 4 de marzo de 2023   | Todo a la vez en todos partes                     | Daniel Kwan y Daniel Scheinert – Todo a la vez en todas partes      | Michelle Yeoh – Todo a la vez en todas partes | Ke Huy Quan – Todo a la vez en todas partes                   | 7                 | 12         | [ 35 ]        |
| XXXIX - 2023 25 de febrero de 2024  | Vidas pasadas                                     | Celine Song – Past Lives                                            | Jeffrey Wright – American Fiction             | Da'Vine Joy Randolph – The Holdovers                          | 2                 | 12         | [ 36 ]        |
| XL - 2024 22 de febrero de 2025     | Anora                                             | Sean Baker – Anora                                                  | Mikey Madison – Anora                         | Kieran Culkin – A Real Pain                                   | 3                 | 12         | [ 37 ] [ 38 ] |